# ORP Wilk (1931)
Pour les articles homonymes, voir ORP Wilk.
Le ORP Wilk (en polonais loup) est un sous-marin mouilleur de mines polonais qui participe à la Seconde Guerre mondiale.

## Histoire
Construit au chantier naval Augustin Normand au Havre en 1929, le Wilk entre en service le 31 octobre 1931. Le 1er septembre 1939, il prend la mer et patrouille sans succès dans la baie de Gdańsk. Attaqué par des grenades sous-marine le 2, 4 et 5 septembre, il est endommagé, et reçoit l'autorisation de rallier l'Écosse où il arrive le 20 septembre.
Après des réparations à Dundee, il est affecté le 23 novembre 1939 à la Deuxième Flottille de sous-marins.
Lors de sa troisième mission, il éperonne un U-boot. Entre le 29 novembre 1939 et le 20 janvier 1941, le Wilk effectue 9 patrouilles opérationnelles. Il est ensuite affecté à la Flottille d'entraînement à Devonport.
En octobre 1952, il est remorqué en Pologne, déclassé et démoli en 1954.
| kapitan Aleksander Mohuczy              | 31 octobre 1931 – 19 décembre 1934 |
| kapitan Brunon Jabłoński                | 19 décembre 1934 – 8 décembre 1936 |
| kapitan Władysław Salamon               | 8 décembre 1936 – 4 janvier 1939   |
| kapitan Bogusław Krawczyk               | 31 mars 1939 – 13 avril 1940       |
| kapitan Borys Karnicki                  | 13 avril 1940 – 1er août 1940      |
| komandor podporucznik Bogusław Krawczyk | 1er août 1940 – 20 juillet 1941    |
| komandor podporucznik Brunon Jabłoński  | 20 juillet 1941 – 23 avril 1942    |